# フェニックス (ガトー・バルビエリのアルバム)
『フェニックス』(Fenix)は、アルゼンチン人ジャズ作曲家兼サクソフォーン奏者ガトー・バルビエリのアルバムである。1971年に行われた演奏を収録し、同年にフライング・ダッチマン・レーベルからリリースされた。

## 評価
| 専門評論家によるレビュー | 専門評論家によるレビュー |
| レビュー・スコア         | レビュー・スコア         |
| 出典                     | 評価                     |
| ------------------------ | ------------------------ |
| Allmusic                 | [ 2 ]                    |

オールミュージックのサイトは、「マペット・ショーに彼をモデルとしたキャラクターが登場する遥か前の1971年時点で、ガトーは絶対的に魅力的な存在だった。ある種のリズミカルなフリー・ジャズのスタイルとしても、これは確かに魅惑的なアルバムである」として、4つ星半評価を与えている。

## 収録曲
1. "Tupac Amaru" (ガトー・バルビエリ) - 4:14
2. "Carnavalito" (アンノウン) - 9:08
3. "Falsa Bahiana" (ジェラルド・ペレイラ) - 5:50
4. "El Día Que Me Quieras" (カルロス・ガルデル、アルフレド・レ・ペラ) - 6:12
5. "El Arriero" (アタウアルパ・ユパンキ) - 7:22
6. "Bahia" (アンノウン) - 6:22

## パーソネル
- ガトー・バルビエリ (Gato Barbieri) - テナーサックス
- ロニー・リストン・スミス (Lonnie Liston Smith) - ピアノ、エレクトリックピアノ
- ジョー・ベック (Joe Beck) - エレクトリック・ギター (トラック 1)
- ロン・カーター (Ron Carter) - エレクトリックベース
- レニー・ホワイト (Lenny White) - ドラム
- ジーン・ゴールデン (Gene Golden) - コンガ、ボンゴ
- ナナ・ヴァスコンセロス (Naná Vasconcelos) - ビリンバウ、ボンゴ